# Rubus calothyrsus
Rubus calothyrsus är en rosväxtart som beskrevs av Abraham van de Beek. Rubus calothyrsus ingår i släktet rubusar, och familjen rosväxter. Inga underarter finns listade i Catalogue of Life.